# Ross Powers
Ross Gerard Powers (ur. 10 lutego 1979 w Bennington) – amerykański snowboardzista, dwukrotny medalista olimpijski i mistrz świata.

## Kariera
W Pucharze Świata zadebiutował 13 stycznia 1995 roku w Les Deux Alpes, gdzie zajął 21. miejsce w gigancie. Tym samym już w swoim debiucie wywalczył pierwsze pucharowe punkty. Na podium stanął tydzień później w Innichen, kończąc rywalizację w halfpipe’ie na trzeciej pozycji. W zawodach tych wyprzedzili go jedynie jego rodak, Lael Gregory i Ivan Zeller ze Szwajcarii. Łącznie 23 razy stawał na podium zawodów PŚ, odnosząc przy tym dziewięć zwycięstw: 3 lutego 1995 roku w Alts, 18 stycznia 1996 roku w Innichen, 17 lutego 1996 roku w Kanbayashi, 23 listopada 1998 roku w Tandådalen, 16 grudnia 1998 roku w Mount Bachelor, 6 lutego 1999 roku w Park City, 14 lutego 1999 roku w Asahikawie, 20 lutego 1999 roku w Naebie i 13 marca 1999 roku w Valdaorze triumfował w halfpipe’ie. Najlepsze wyniki osiągnął w sezonie 1998/1999, kiedy to zajął trzecie miejsce w klasyfikacji generalnej, a w klasyfikacji halfpipe’a wywalczył Małą Kryształową Kulę. Ponadto w sezonie 1995/1996 także zwyciężył w klasyfikacji halfpipe’a, a w sezonie 1994/1995 zajął w niej drugie miejsce.
Podczas mistrzostw świata w Lienzu w 1996 roku wywalczył złoty medal w halfpipe’ie, pokonując swych rodaków: Laela Gregory'ego i Roba Kingwilla. Był też między innymi dziesiąty na rozgrywanych rok później mistrzostwach świata w San Candido. W 1998 roku wystartował na igrzyskach olimpijskich w Nagano, gdzie zdobył brązowy medal. Uplasował się tam za Szwajcarem Gianem Simmenem i Danielem Franckiem z Norwegii. Brał też udział w igrzyskach w Salt Lake City, wygrywając rywalizację w tej samej konkurencji. Wyprzedził tam na podium dwóch kolejnych reprezentantów USA: Danny'ego Kassa i Jarreta Thomasa. Ponadto zdobył srebrny medal w konkurencji best method podczas Winter X Games 15 w 2011 roku.
W 2013 roku zakończył karierę.

## Osiągnięcia

### Igrzyska olimpijskie
| Miejsce | Dzień     | Rok  | Miejscowość    | Konkurencja | Zwycięzca   |
| ------- | --------- | ---- | -------------- | ----------- | ----------- |
| 3.      | 12 lutego | 1998 | Nagano         | Halfpipe    | Gian Simmen |
| 1.      | 11 lutego | 2002 | Salt Lake City | Halfpipe    | -           |

### Mistrzostwa świata
| Miejsce | Dzień       | Rok  | Miejscowość | Konkurencja    | Zwycięzca          |
| ------- | ----------- | ---- | ----------- | -------------- | ------------------ |
| 1.      | 24 stycznia | 1996 | Lienz       | Halfpipe       | -                  |
| 10.     | 24 stycznia | 1997 | San Candido | Halfpipe       | Fabien Rohrer      |
| 23.     | 26 stycznia | 1997 | San Candido | Snowboardcross | Helmut Pramstaller |

### Puchar Świata

#### Miejsca w klasyfikacji generalnej
- sezon 1994/1995: -
- sezon 1995/1996: -
- sezon 1996/1997: 29.
- sezon 1997/1998: 114.
- sezon 1998/1999: 3.
- sezon 1999/2000: 88.
- sezon 2000/2001: 96.
- sezon 2001/2002: -
- sezon 2003/2004: -
- sezon 2004/2005: -
- sezon 2008/2009: 115.
- sezon 2009/2010: 39.

#### Miejsca na podium
1. San Candido – 20 stycznia 1995 (halfpipe) - 3. miejsce
2. Alts – 3 lutego 1995 (halfpipe) - 1. miejsce
3. Mount Bachelor – 10 lutego 1995 (halfpipe) - 2. miejsce
4. Breckenridge – 16 lutego 1995 (halfpipe) - 2. miejsce
5. Calgary – 26 lutego 1995 (halfpipe) - 2. miejsce
6. San Candido – 18 stycznia 1996 (halfpipe) - 1. miejsce
7. San Candido – 19 stycznia 1996 (halfpipe) - 2. miejsce
8. Kanbayashi – 12 lutego 1996 (halfpipe) - 3. miejsce
9. Kanbayashi – 17 lutego 1996 (halfpipe) - 1. miejsce
10. Calgary – 25 lutego 1996 (halfpipe) - 2. miejsce
11. Mount Bachelor – 17 marca 1996 (halfpipe) - 2. miejsce
12. Kreischberg – 19 stycznia 1997 (halfpipe) - 2. miejsce
13. Kanbayashi – 16 lutego 1997 (halfpipe) - 2. miejsce
14. Tandådalen – 23 listopada 1998 (halfpipe) - 1. miejsce
15. Whistler – 11 grudnia 1998 (halfpipe) - 2. miejsce
16. Mount Bachelor – 16 grudnia 1998 (halfpipe) - 1. miejsce
17. Park City – 6 lutego 1999 (halfpipe) - 1. miejsce
18. Asahikawa – 14 lutego 1999 (halfpipe) - 1. miejsce
19. Naeba – 20 lutego 1999 (halfpipe) - 1. miejsce
20. Valdaora – 13 marca 1999 (halfpipe) - 1. miejsce
21. Park City – 4 marca 2000 (halfpipe) - 2. miejsce
22. Sunday River – 28 lutego 2009 (snowcross) - 3. miejsce
23. Telluride – 19 grudnia 2009 (snowcross) - 3. miejsce